# María Angélica Pérez
María Crescencia Pérez
Pour les articles homonymes, voir María Pérez et Perez.
María Angélica Pérez, née le 17 août 1897, morte le 20 mai 1932, est une religieuse argentine, membre des filles de Notre Dame du Jardin, où elle prend le nom de María Crescencia. Elle est aussi connue des malades sous l'appellation "Sœur Douceur".
María Angélica Pérez œuvre pour les malades en Argentine, puis est affectée au Chili pour y continuer son travail. Elle meurt en 1932 d'une maladie respiratoire, et elle est enterrée sur place. Son corps est rapatrié en Argentine quelques décennies plus tard.
Sa béatification est autorisée par le pape Benoît XVI, elle est béatifiée le 17 novembre 2012 à Buenos Aires. Le cardinal Angelo Amato préside la célébration au nom du pape.

## Biographie
María Angélica Pérez naît le 17 août 1897 à Buenos Aires en Argentine. Elle est la fille d'Augustín Pérez et d'Ema Rodriguez, immigrants espagnols qui se sont mariés en 1889. Elle est la cinquième d'une fratrie de onze enfants,. Ses quatre aînés sont nés en Uruguay, et morts jeunes. Ses frères et sœurs survivants sont quatre frères, dont Agustín and José María, et deux sœurs, Aída and María Luisa. Elle est élevée dans une ferme, et aide son père aux travaux des champs. Elle est pieuse, et réputée pour sa dévotion et sa foi.
Elle intègre la congrégation religieuse des filles de Notre Dame du Jardin le 31 décembre 1915, et effectue sa prise d'habit le 2 septembre 1916. Elle reçoit le nom de María Crescencia. Elle prononce ses vœux le 7 septembre 1918. Elle sert à la fois comme enseignante et catéchiste pour les enfants, et travaille de 1924 à 1928 dans un hôpital pour les patients atteints de tuberculose et pour les enfants malades,.
Sœur María Crescencia est ensuite affectée à Mar del Plata en 1925 pour s'y occuper des malades mais elle est contaminée par la tuberculose. Elle est alors transférée dans un endroit plus sain, puis comme sa santé décline encore, elle est affectée en 1928 à l'hôpital de Vallenar au Chili. Elle est perçue comme une source de joie et de réconfort pour les patients,,.
Elle meurt à l'hôpital en 1932, à cause de la tuberculose reçue auprès des malades qu'elle soignait. En 1966, son corps exhumé est retrouvé intact, sans corruption, et transporté à Quillata. Elle y est réinhumée le 26 juillet 1986 dans la chapelle du collège de Pergamino, sa terre natale, en Argentine,.

## Béatification
Le procès pour la béatification de Sœur María Crescencia Pérez commence au niveau diocésain le 30 juin 1987, avec le rassemblement des témoignages, les enquêtes sur sa vie et sur sa sainteté personnelle. De nombreux documents sont réunis sur sa vie, et le procès diocésain est clos le 3 octobre 1989. Cette procédure a eu lieu bien qu'elle se soit déroulée avant l'approbation officielle de son ouverture par la Congrégation pour la cause des saints, approbation finalement donnée le 5 décembre 1989, donnant le titre de « servante de Dieu ».
Une nouvelle enquête commence alors, selon les critères de 1993 et sous l'autorité Congrégation pour la cause des saints. Les postulateurs de la cause remettent leur positio (ensemble des détails biographiques, témoignages et arguments) à Rome en 1997. 
Le pape Jean-Paul II reconnaît l'héroïcité de ses vertus et la proclame « vénérable » le 22 juin 2004. Il faut la reconnaissance d'un miracle pour permettre la béatification. La guérison de María Sara Pane en 1995 d'une hépatite A fait l'objet d'une étude d'août 1999 à avril 2000 ; elle est reconnue officiellement miraculeuse par Rome le 16 novembre 2001, ce que le pape Benoit XVI approuve le 19 décembre 2011.
La cérémonie de béatification de Sœur María Crescencia Pérez est célébrée à Buenos Aires le 17 novembre 2012. C'est la première béatification célébrée à Buenos Aires. La cérémonie est présidée par le cardinal Angelo Amato, préfet de la Congrégation pour la cause des saints et envoyé spécial du pape Benoît XVI.